# Андре Нтсатубанту Милонго
Андре Нтсатубанту Милонго (фр. André Ntsatoubantou Milongo, 20 жовтня 1935, Манконді — 23 липня 2007, Париж) — державний і політичний діяч Республіки Конго, прем'єр-міністр в 1991—1992 роках.

## Життєпис
Андре Нтсатубанту Милонго народився на південному сході Французького Конго, на території нинішнього департаменту Пул. Після отримання Конго незалежності працював у фінансовому управлінні країни. Пізніше стає радником з фінансових та економічних питань при прем'єр-міністрах Анрі Лопесі і Луїсі Гома. У 1986—1990 роках обіймав посаду виконавчого директора другого африканського відділення Світового банку.
В останній період багаторічного правління (з 1979 року) президента Республіки Конго Дені Сассу-Нгессо, 8 червня 1991 року Андре Нтсатубанту Милонго призначається прем'єр-міністром перехідного уряду країни. Під час президентських виборів 8 серпня 1992 був кандидатом від керованої ним партії «Союз за демократію і республіку» і зайняв 4-е місце, набравши 10,18 % голосів, після чого пішов у відставку 2 вересня 1992 року. Переможцем на виборах виявився також колишній прем'єр-міністр НРК Паскаль Ліссуба.
У 1994—1997 роках Андре Нтсатубанту Милонго продовжує активну політичну діяльність, обіймаючи посаду голови парламенту Республіки Конго. У 1997 році Паскаль Ліссуба, після тривала кілька місяців громадянської війни, був повалений повернувся з еміграції Дені Сассу-Нгессо. Андре Нтсатубанту Милонго виставляв заявку на участь в президентських виборах 2002 року, проте перед самим голосуванням відкликав свою кандидатуру у зв'язку з підозрою на підготовлювані владою махінації у виборчому процесі. На виборах, як і очікувалося, переміг чинний президент Дені Сассу-Нгессо, який набрав 89,41 % голосів і виступав проти 6 інших, маловідомих в країні кандидатів. Водночас Андре Нтсатубанту Милонго залишався президентом партії UDR, депутатом парламенту і одним з провідних діячів опозиції.
Андре Нтсатубанту Милонго був одружений і мав сімох дітей. Помер в одному з паризьких шпиталів на 72-му році життя.